# Суломай
Суломай (Чёрный Остров; кет. Сюлем ӄа’й, Тумсь ей) — посёлок в Эвенкийском районе Красноярского края. Образует сельское поселение посёлок Суломай как единственный населённый пункт в его составе.
До 2002 года согласно Закону об административно-территориальном устройстве Эвенкийского автономного округа — село.

## Географическое положение
Расположен в 545 км (по прямой) от райцентра — посёлка Тура, на правом берегу реки Подкаменная Тунгуска.

## Этимология
Название Суломай, вероятнее всего, происходит от кет. сюлем «красный» и ӄа’й «обрыв, яр, гора», то есть Суломай означает «красный яр», «красная глина».

## История
Посёлок основан в начале 30-х годов XX века как центр подкаменнотунгусской группы кетов. По данным переписи, в 1926—1927 гг. в этой группе было 58 хозяйств, включавших 301 человека.
Подкаменнотунгусские кеты никогда не имели оленей. Они промышляли почти исключительно по долинам рек. Летом они перебирались на больших крытых лодках-илимках на Енисей и занимались рыбной ловлей. Зимой также не уходили далеко от Подкаменной Тунгуски и охотились пешком в густой приречной темнохвойной тайге.

## Инфраструктура
Сегодня в поселке работают школа-детский сад, участковая больница на пять коек, баня, дизельная станция, водозаборные сооружения. Численность населения — 181 человек, из них почти 140 — кеты.

## Наводнение на р. Подкаменная Тунгуска
15 мая 2001 года произошло большое наводнение на реке Подкаменной Тунгуске в посёлке Суломай. Уровень воды поднялся до 21 м, было затоплено 17 жилых домов, школа, дизельная электростанция, ГСМ, участковая, больница, магазин, почта. Посёлок остался без электричества и связи. 26 семей остались без жилья. В настоящее время посёлок Суломай отстроен заново.

## Суломайские столбы
Памятник природы «Суломайские столбы» расположен на территории Центральносибирского заповедника в Эвенкийском районе в 20 километрах выше поселка Суломай. Площадь — 1 тыс. га. Он представляет собой каньон с крупными склонами высотой 120—150 метров и преобладанием вертикальных столбов различной формы диаметром 6—10 метров при высоте 30—80 метров.

## Население
| 2010 | 2012 | 2013 | 2014 | 2015 | 2016 | 2017 |
| ---- | ---- | ---- | ---- | ---- | ---- | ---- |
| 183  | ↘178 | ↗179 | ↘177 | ↗178 | ↘174 | ↗177 |
| 2018 | 2019 | 2020 | 2021 |      |      |      |
| ↗182 | ↘178 | ↗181 | ↗201 |      |      |      |

Национальный состав
Преобладающее население посёлка — кеты, коренной малочисленный народ Сибири, последние представители енисейской языковой семьи. На 2002 год в Суломае проживали 148 кетов. Ранее их насчитывалось 211.
По данным Всероссийской переписи населения 2010 года:
| № | Национальность | Численность, чел. | Доля   |
| - | -------------- | ----------------- | ------ |
| 1 | кеты           | 147               | 80,3 % |
| 2 | русские        | 23                | 12,6 % |
| 3 | другие         | 13                | 7,1 %  |

## Местное самоуправление
Суломайский поселковый Совет депутатов VI созыва
Дата избрания: 08.09.2024. Срок полномочий: 5 лет. Председатель Совета: Тыганов Роман Алексеевич.
| Фракция        | Кол-во депутатов |
| -------------- | ---------------- |
| Единая Россия  | 5                |
| Самовыдвижение | 2                |

Глава поселка
- Тыганов Роман Алексеевич. Дата избрания: 23 мая 2021 года. Срок полномочий: 5 лет.

Руководители посёлка
- Пирогова Татьяна Владимировна — до 2001 года.
- Крюкова Тамара Дмитриевна — 2001—2003 гг.
- Тыганов Валерий Александрович (1972—2021) — 2003—2021 гг.
- Крюкова Лада Вячеславовна — и. о. главы посёлка с февраля по май 2021 года.

### Комментарии
1. ↑  Иногда встречающееся русское название.